# The Typewriter

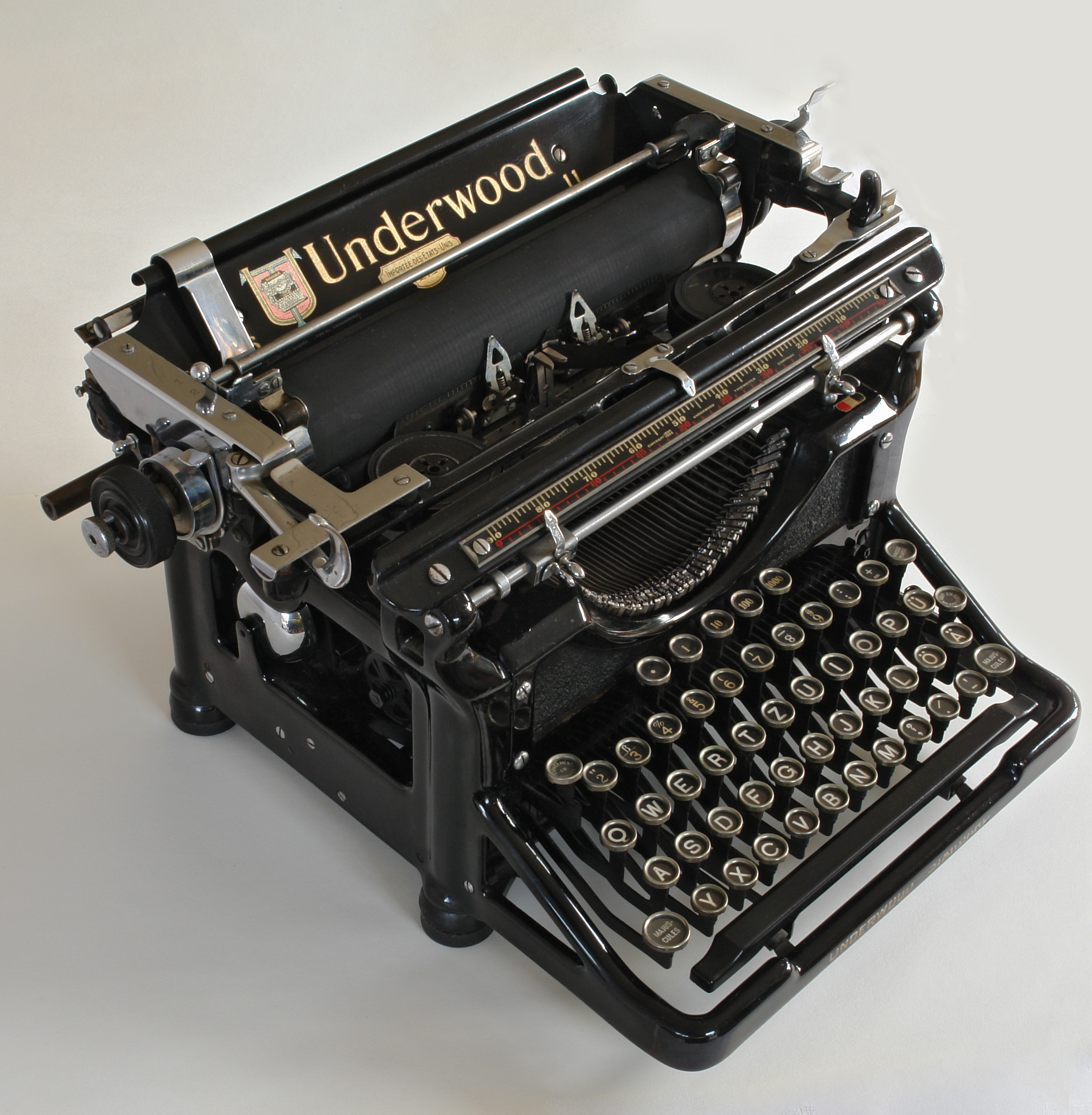
Namensgebende Typewriter (deutsch: Schreibmaschine)

The Typewriter (deutsch Die Schreibmaschine) ist ein kurzes Orchesterstück von Leroy Anderson. Namensgebend ist der Einsatz einer mechanischen Schreibmaschine, die hier – entgegen ihrer eigentlichen Verwendung – als Effektinstrument in den Vordergrund gestellt wird. Wie auch andere Werke Andersons wird The Typewriter der gehobenen Unterhaltungsmusik zugerechnet; so zählt es als echter Klassiker der Konzertliteratur sogenannter Pops Orchestras, also solcher Orchester, die sich vorwiegend der populären Klassik widmen. Die Aufführungsdauer beträgt gut anderthalb bis zwei Minuten.
Das Werk steht in einer Reihe mit Titeln, die Anderson für das Boston Pops Orchestra konzipierte, darunter etwa Sleigh Ride oder Blue Tango. Die Kompositionsarbeiten waren am 9. Oktober 1950 beendet. Als Uraufführung gilt die Aufnahmesession am 8. September 1953 mit dem Boston Pops Orchestra, bei der Anderson auch dirigierte. Im Oktober 1953 erschien das Stück als Single bei Decca Records mit The Girl in Satin als B-Seite.

## Musik
Das Stück erfordert neben der Orchesterbegleitung eine echte Schreibmaschine, die laut Anweisung der Partitur zu verstärken ist. Außerdem ist die Glocke der Schreibmaschine, die einem Typisten das Erreichen des Zeilenendes ankündigt und an die Betätigung des Zeilenschalthebels erinnert, zu deaktivieren; stattdessen wird zusätzlich eine separate Tischglocke benötigt, die von einem zweiten Spieler betätigt werden kann. Falls keine echte Schreibmaschine vorhanden ist, sieht die Partitur als Alternative einen Holzblock für das Tastengeklacker sowie einen Gourd (z. B. eine Shékere) für den Wagenrücklauf vor.
Nach einer kurzen Einführung präsentieren die ersten Violinen das Hauptthema in G-Dur. Hier steigt auch die Schreibmaschine ein, deren Geklacker in Achtelketten parallel zur Melodie in der ersten Violine geführt wird. Entstehende Pausen werden hierbei von einem Klingeln und dem Wagenrücklauf gefüllt. Eine Variante des Themas wird kurz in der Mollparallele e-Moll angespielt, bevor wieder das Hauptthema erklingt. Nun wird das synkopierte Seitenthema in der Subdominanttonart C-Dur eingeführt und einmal wiederholt. Hier folgt das gesamte Orchester dem Rhythmus, wiederum werden die Pausen vom Klingeln der Schreibmaschine gefüllt. Erneut erscheinen die Einführung und das G-Dur-Hauptthema, das schnell in eine straffe Coda übergeht und das Stück seinem Schlussklang (einem G in den verschiedenen Stimmen) zusteuern lässt. Bei manchen Aufführungen wird außerdem mit dem Schlussakkord auch noch das beschriebene Blatt Papier geräuschvoll aus der Maschine gezogen.
Laut Anderson ist zur Ausführung des Schreibmaschinenparts, wohl auch wegen des raschen Tempos, eine erhebliche Beweglichkeit des Handgelenks erforderlich, weswegen Perkussionisten und keine Stenotypisten zum Einsatz kämen. Auch Leonard Slatkin betont die Schwierigkeit des Stücks und merkt an, dass es auf einer präparierten Schreibmaschine zu spielen sei, bei der alle außer den beiden äußersten Tasten deaktiviert sein müssten, um ein Verheddern der Typenhebel zu verhindern. Zudem müssen die Achtelketten immer mit der rechten Hand begonnen werden, um an den erforderlichen Stellen den Wagenrücklauf betätigen zu können.

## Rezeption und Wirkung
The Typewriter zählt zu den bekanntesten Stücken des Komponisten und wird auch heute immer noch von größeren Orchestern interpretiert – meist im Rahmen von Veranstaltungen zur leichten Klassik oder als humoristisches Showelement. Eine Aufführung auf dem Odeonsplatz 2017 in München mit dem Perkussionisten Martin Grubinger präsentierte der Bayerische Rundfunk als „WhatsAppStyle“.
Aufgrund der Popularität des Orchesterstücks sind auch zahlreiche Bearbeitungen und Arrangements für andere Besetzungen erschienen.

## Verwendung im Film
Zur Popularität des Stücks hat insbesondere die Verwendung durch Jerry Lewis in seinen Sketchen beigetragen. International bekannt wurde The Typewriter vor allem durch den 1963 erschienenen Film Der Ladenhüter (Originaltitel: Who’s Minding the Store?), in dem Jerry Lewis zu den Klängen des Stücks auf einer imaginären Schreibmaschine schreibt. 1980 fand es in einem weiteren Lewis-Film Verwendung, nämlich zur musikalischen Untermalung des Vorspanns von Alles in Handarbeit (Originaltitel: Hardly Working).
Außerdem diente The Typewriter als Titelmusik der ab 1982 ausgestrahlten deutschen Fernsehserie Büro, Büro. Ebenso war es bei der Erstausstrahlung der Fernsehsendung Klimbim vom 24. Juli 1973 zu hören. BBC Radio 4 verwendet die Komposition – allerdings ohne die namensgebende Schreibmaschine – als Eröffnungsmelodie der 1977 erstmals ausgestrahlten Sendung The News Quiz.

## Weitere musikalische Werke für Schreibmaschine
The Typewriter ist zwar das mit Abstand bekannteste Werk für eine Schreibmaschine als „Musikinstrument“, aber nicht das einzige. In der bereits 1945 entstandenen Zarzuela „La eterna canción“ von Pablo Sorozábal ist eine Szene enthalten, in der ein Polizeibeamter einen Bericht schreibt, wobei die Schreibmaschinengeräusche in die Musik eingebunden sind. Für die Schweizerische Landesausstellung 1964 schrieb Rolf Liebermann die „Symphonie des échanges“ für gleich 156 lochkartengesteuerte Büromaschinen, darunter 16 Schreibmaschinen. Weitere Beispiele sind etwa das Ballett Parade von Erik Satie oder The Gate (Orchestral Theatre IV) von Tan Dun.